# Броган, Фрэнк (политик)
Фрэнк Т. Броган (англ. Frank T. Brogan; Пустой шаблон {{ВД-Преамбула}} ) — американский государственный деятель, вице-губернатор Флориды (1999—2003).

## Биография
Родился 6 сентября 1953 года в Цинциннати, штат Огайо, США. В 1976 году окончил Университет Цинциннати, получив степень бакалавра в области образования, а в 1981 году получил степень магистра гуманитарных наук в области педагогического менеджмента в Флоридском атлантическом университете.
В ранние годы своей карьеры Броган работал преподавателем средней школы в Порт-Салерно, штат Флорида, а затем сосредоточился на вопросах в области управления образованием.
В 1994 году Броган стал самым молодым главой Департамента образования Флориды в истории штата. На этой должности он курировал все образовательные мероприятия во Флориде, являясь членом её правительства.
В 1998 году кандидат на пост губернатора штата Джеб Буш предложил Брогану стать своим напарником на выборах и занять пост вице-губернатора. После победы на выборах Броган сосредоточился на политике штата в области образования, а также уделял особое внимание связи его законодательных органов с администрацией. В марте 2003 года Броган покинул пост вице-губернатора штата и стал работать в системе университетов Флориды, став впоследствии её канцлером. Кроме того, с 4 марта 2003 года по 13 сентября 2009 года являлся президентом Флоридского атлантического университета.
С июня 2018 года по январь 2021 года Броган занимал пост помощника министра образования США по вопросам начального и среднего образования.